# IJhorst

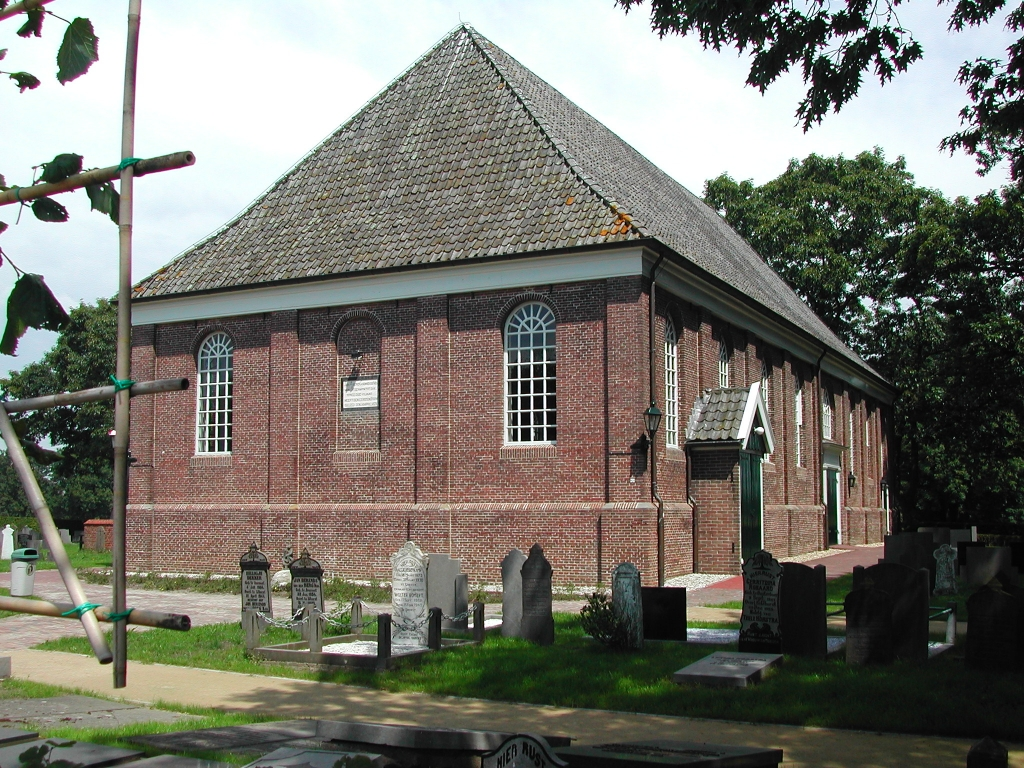
Hervormde kerk

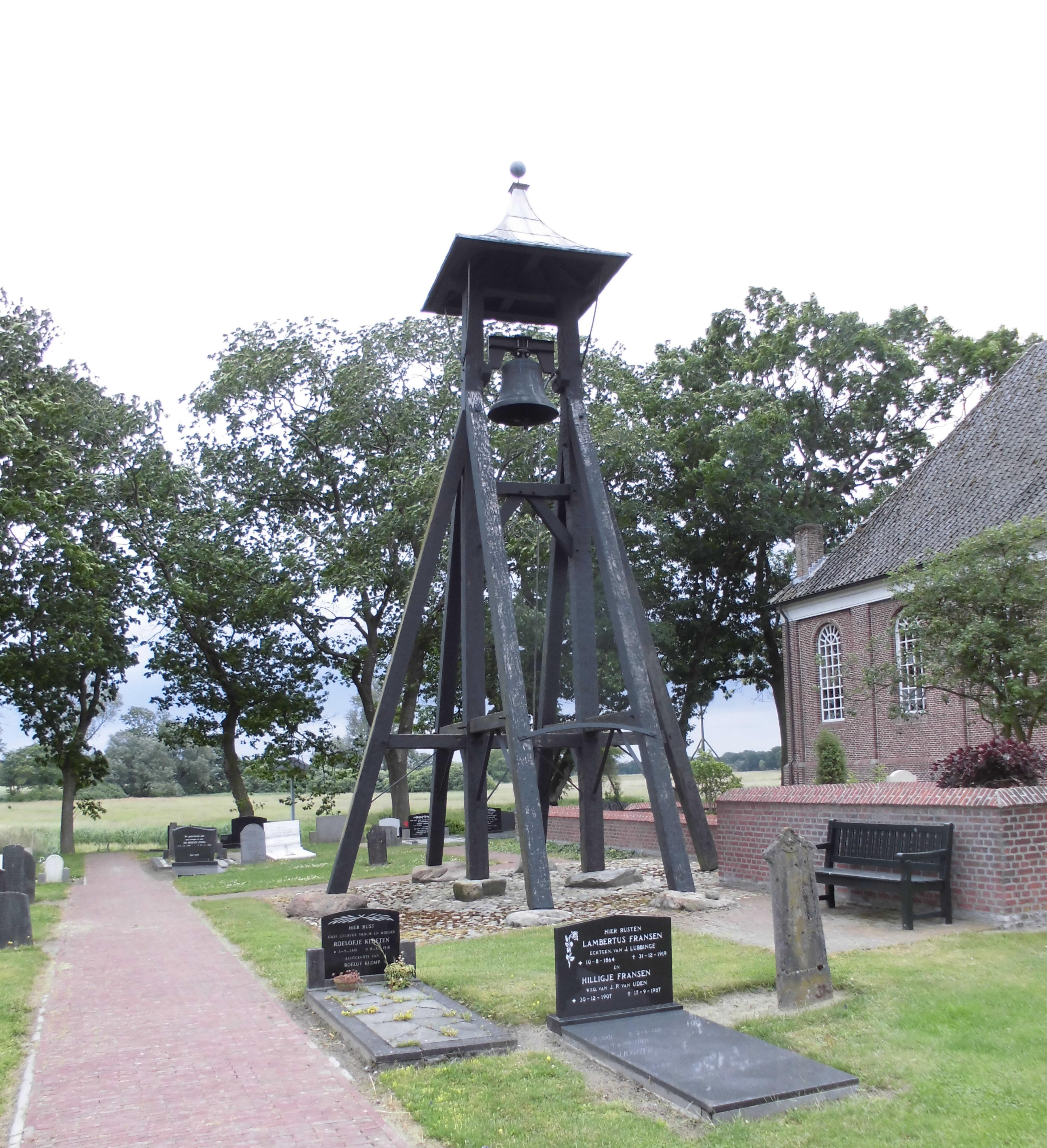
Klokkenstoel

IJhorst (Nedersaksisch: De Rieverst) is een dorp in de gemeente Staphorst in de Nederlandse provincie Overijssel. IJhorst is gelegen in het Reestdalgebied op de grens van Overijssel en Drenthe en telt 1.580 inwoners (2023).
In IJhorst staat een in 1823 gebouwde kerk met een losstaande klokkenstoel. Dit kerkgebouw is in 1995 gerestaureerd. De kerk wordt gebruikt door de Hervormde Gemeente IJhorst/De Wijk. Overigens wijkt het dorp in mate van kerkelijkheid sterk af van de rest van de gemeente Staphorst, doordat het veel minder orthodox is.
IJhorst heeft een aantal campings en vakantieparken binnen zijn grenzen (onder andere De Witte Bergen, de Vossenburcht, en EuroParcs Reestervallei), maar er zijn nauwelijks winkels. Wel wordt er op de eerste zaterdagmorgen van iedere maand een rommelmarkt gehouden.
Er is een basisschool, OBS De Iekmulder, een sporthal, een voetbalveld dat in beheer is bij en bespeeld wordt door VV IJhorst, een volleybal- (DOKA: Door Oefenen Kan Alles), een gymnastiek- en een biljartvereniging (NOAD: Nooit Opgeven Altijd Doorgaan).
Voetbal leidde in 1963 tot een behoorlijke rel tussen de bevolking van IJhorst en het gemeentebestuur van Staphorst. De hoofdzakelijk uit SGP-leden bestaande gemeenteraad verbood VV IJhorst het voetballen op zondag. Hierop ontstond een rel waarmee IJhorst en Staphorst de wereldmedia haalden.
In 2019 kreeg het dorp de oorspronkelijke plaatsnaam op de komborden: De Rieverst.

## Geboren
- Willem Brocades (1778-1849), chemicus en industrieel
- Lieke Huls (1994), voetbalster